# عصابات (فلم)
عصابات (بالفرنسية: Les Meutes) هو فيلم جريمة درامي مغربي صدر عام 2023، من تأليف وإخراج كمال لزرق. تدور أحداث الفيلم حول حسن وعصام الأب والابن، اللذان اضطرتهما ظروفهما القاسية إلى كسب قوتهما اليومي في إحدى ضواحي الدار البيضاء، وذلك بالقيام بأعمال إجرامية صغيرة لصالح أحد رؤساء العصابات المحلية. وفي إحدى الليالي، حدث ما لم يكن يتوقعانه، حيث يموت في سيارتهما عن طريق الخطأ رجل كانا يقصدان خطفه، فيجد حسن وعصام نفسيهما أمام جثة يجب التخلص منها بأي طريقة، ومن هنا تبدأ مغامرتهما الليلية الطويلة في أسوأ أحياء المدينة.
يضم الفيلم ممثلين غير محترفين، بما في ذلك عبد اللطيف مستوري في دور حسن وأيوب العيد في دور عصام، وقد تم اختيارهم لتصويرهم الأصيل للشخصيات التي تعكس بيئة العالم السفلي. تم التصوير في الدار البيضاء، باستخدام حوار مرتجل ونهج على غرار الأفلام الوثائقية.
عُرض فيلم عصابات لأول مرة في مهرجان كان السينمائي 2023 في قسم نظرة ما، حيث حصل على جائزة لجنة التحكيم. أشاد النقاد بالفيلم لأجواء قصته وأدائه الأصيل، على الرغم من أن البعض قدم انتقادات متعلقة بتماسك السرد ووتيرته. وبصرف النظر عن الإشادة في كان، فقد حصد الفيلم ترشيحات وجوائز في العديد من المهرجانات السينمائية الدولية مثل مهرجان ستوكهولم الدولي للأفلام ومهرجان بروكسل السينمائي الدولي.

## القصة
يسعى الديب، أحد زعماء مسابقات مصارعة الكلاب، إلى الانتقام بعد مقتل كلبه الثمين في إحدى المصارعات، فيستعين بحسن الفقير والذي يكسب عيشه من الجرائم الصغيرة، لمساعدته في اختطاف أحد وسطاء المنافس. يصطحب حسن معه ابنه المتردد، عصام، الذي يتمتع بذكاء أكبر من والده. يشعر عصام بالقلق من المهمة الموكولة إليه هو ووالده، خاصة عندما رأى الشاحنة المخصصة لأداء تلك المهمة الخطيرة، والتي اعتبرها نذير شؤم بسبب لونها الأحمر، وهو ما زاد من مخاوفه من فشل المهمة.
أثناء عملية الاختطاف، أصيب المختطف بالاختناق في صندوق السيارة، مما أدى بهما إلى خوض غمار رحلة محمومة للتخلص من الجثة قبل حلول الصباح. ولطلب المساعدة من أجل التخلص من الجثة، فقد لجآ إلى أحد معارف الديب القدامى الذين قاموا بمهمات مماثلة له من قبل لكنهم تركوا الآن الحياة الإجرامية ولكنهما قوبل بالرفض. وعلى الرغم من إصرار عصام على عدم جدوى الطريقتين، إلا أنهما حاولا بعد ذلك إخفاء الجثة في بئر ضحلة مليئة بالحجارة كما حاولا أيضًا حفر حفرة في إحدى الضواحي لدفن الجثة، قبل أن يتم القبض عليهما ومطاردتهما. في خطوة يائسة وأخيرة، يعود الثنائي حسن وعصام إلى المدينة لتجنيد صديق حسن، وهو صياد عجوز مدمن على الخمر، لإلقاء الجثة في المحيط، لكن حدث ما لم يكن في الحسبان، حيث سقط هو الآخر في البحر، وهو ما دفعهما لمغادرة المكان بضمير محطم وإحساس بالذنب.
يتأثر بطل الفيلم حسن بشدة بإصرار الصياد الذي يساعده على التخلص من الجثة على العادة الإسلامية المتمثلة في غسل الميت، حيث يصر على أداء الطقوس ولف الجثة بكفن قبل التخلص منها. تم كشف أمرهم من قبل والدة حسن المعترضة لفعلهم الشنيع والتي مع ذلك ساعدتهم في غسل الميت. يطلب عصام بعد ذلك المساعدة من صديق آخر للتخلص من الجثة، لكن هذه الخطة باءت بالفشل، حيث تم احتجاز عصام في مستودع مع أعضاء عصابة منافسة، فيقوم ابنه حسن بإبلاغ رئيس العصابة "الديب"، الذي يجمع عصابة من أتباعه لإنقاذهم. بعد ذلك يأخذهم "الديب" إلى أحد معارفه يعمل بفرن كبير ويأمرهم بتقطيع الجسد، لكن حسن رفض، ما اضطر "الديب" للدفع لشخص آخر للقيام بذلك، ليتم حرق الجثة والتخلص منها في سلة المهملات. في صباح اليوم الموالي، وبينما كان حسن وعصام عائدين إلى منزلهما، شاهدا كلبًا يحمل في فمه ذراعا بشرية متفحمة في أرض قاحلة ومليئة بالقمامة.

## طاقم التمثيل
- أيوب العيد بدور عصام
- عبد اللطيف مستوري بدور حسن
- عبد الله البكري بدور الديب
- لحسن زيموزين بدور لعربي
- محمد حميمصة بدور الرجل الميت
- صالح بن صالح بدور جليل
- محمد خربوشي بدور جيلوتا
- عبد الله بنسعيد بدور دويري
- عبد الحق صالح بدور مجيد[3]

## الإنتاج

### اختيار الممثلين
اختار كمال لزرق ممثلين غير محترفين لتمثيل وإعطاء صورة حقيقية عن المجتمع الذي تدور فيه أحداث القصة.  يعتبر عبد اللطيف مستوري، الممثل الرئيسي في الفيلم، حيث كان قبل ذلك يعمل بائعًا للأطعمة في الشوارع عندما طُلب منه أداء دور حسن.  استفاد كمال لزرق لاختيار شخصيتي الأب والابن في فيلم عصابات من تجربة العمل مع ممثلين غير محترفين شاركوا قصص حياتهم، وبينما كان لزرق يستعد لفيلم قصير سابق، التقى بشخصين كانا في السن المناسب لأداء دور الأب والابن في فيلمه عصابات. لقد تبادل معهما قصصًا حول تولي وظائف محفوفة بالمخاطر والوقوع في دوامة من الصراعات، وهو ما سيجعل الفيلم شبيها بفيلم فيتوريو دي سيكا "سارق الدراجات". ويدفع بمخرجه إلى تأليف قصته التي تدور حول صراع الأب والإبن من أجل البقاء وضمان العيش.  في مقابلة أجراها معه طارق الخالدي في مهرجان كان ، ذكر كمال لزرق كيف اكتشف الممثلين اللذين لعبا الأدوار الرئيسية في الفيلم:

حيث قال: 
"لاحظت أيوب العيد (عصام الابن) في الصورة. لقد جعلني ذلك أفكر في الممثل الإيطالي فرانكو سيتي عن دوره في فيلم أكاتوني . التقيت به، وقمت بتصويره، لقد أعطى للفيلم أجواء شبيهة بتلك التي تشتهر بها أفلام باسوليني، التي يوظف فيها ممثلون مغمورون وغير محترفين. واصلت البحث وعندما أردت رؤية أيوب مرة أخرى، اختفى. بحثنا عنه ووجدناه في قريته. لقد جاء إلينا ولم يفهم: "أنا لست ممثلاً" . كان بحاجة إلى الإقناع. لقد كان أيوب هو من قدمني إلى عبد اللطيف مستوري. كان يدير كشكًا صغيرًا للسردين المشوي. لقد أذهلني وجهه، الذي كان مشمسًا ومتجعّدًا في الوقت نفسه. لقد عاش عبد اللطيف حياة مليئة بالأحداث: فقد ذهب إلى أوروبا، وأصبح بطل التايكوندو، وقضى بعض الوقت في السجن، كان لديه شيء للتعبير عنه. لقد أجرينا بعض الاختبارات مع هذين الممثلين وقد نجح الأمر".
حسب لزرق، فإن العديد من أعضاء فريقه يشبهون في حقيقتهم وواقعهم اليومي شخصيات العالم السفلي التي تم تصويرها في الفيلم. والدليل على ذلك كما أشار لزرق، أن الكثير منهم أمضوا وقتًا طويلًا في السجن وارتكبوا جرائم خطيرة، لكنهم "ظلوا إنسانيين للغاية"، بل إن أحد الممثلين، الذي لم يذكر اسمه، شارك في عملية اختطاف حقيقية. 

### تطوير القصة
كانت خطة لزرق لهيكلة الفيلم في يوم وليلة واحدة هو تعزيز ارتباط المشاهد بأحداث القصة، وقد ساعده على ذلك تجربته السابقة في فيلمه القصير "دراري"، والذي صور هو الآخر قصة ليلة واحدة. لقد انجذب لزرق إلى العالم السري لمعارك ومسابقات الكلاب كرمز للتحدي والتنافس الذي يواجهه الأفراد المهمشون من أجل العيش والبقاء.  على الرغم من تفضيله للحوار المرتجل، إلا أن المخرج أقر بأن الحاجة إلى إعادة كتابة مشاهد معينة عندما لا تسير على النحو المنشود تمت عدة مرات، وهو ما جعل قصة الفيلم تتطور أثناء التصوير والتحرير، مما أدى إلى إعادة تعديلها وتصويبها مرات عديدة. 
جرت أحداث فيلم عصابات في الدار البيضاء. ووصف مخرجه كمال لزرق، الذي واجه تحديات التصوير في الليل، التجربة بأنها صعبة للغاية، إذ بعد أسابيع من التصوير، كان الممثلون وطاقم العمل مرهقين، حيث فقدوا الإحساس بالزمان والمكان. وأضاف لزرق أنه بعد فترة التصوير المكثفة، نام يومين متواصلين وهو يسأل نفسه: "ماذا فعلت؟ هل هناك فيلم جاهز فعلا؟". وأشار إلى أن الفيلم بدأ في التبلور فقط خلال مرحلة التحرير.  صرح مدير التصوير أمين برادة أن المخرج لزرق فضل استخدام كاميرا وثائقية مغمورة للغاية لهذا الفيلم، وأضاف بأن الفيلم تم تصويره بشكل متسلسل لمنع الممثلين غير المحترفين من الارتباك، وجعلهم يتكيفون بشكل تدريجي مع الأدوار الموكولة إليهم، وهذا ما دفعهم إلى اختيار تصوير الفيلم بكاميرا محمولة باليد. 

### العرض
تنافس فيلم عصابات على جائزة نظرة ما في الدورة السادسة والسبعين لمهرجان كان السينمائي ، حيث تم عرضه على الصعيد العالمي لأول مرة في 19 مايو 2023  تم عرضه في فرنسا في 19 يوليوز 2023 من طرف شركة Ad Vitam .  كما عرض الفيلم في 29 يناير 2024 في إحدى دور السينما بالدار البيضاء.  ليتوالى بعد ذلك عرضه بالمغرب ابتداء من 31 يناير.  

## المواضيع
استمد كمال لزرق قصة فيلمه عصابات من الواقعية الجديدة، مستلهما أفكاره من أفلام من قبيل؛ سارق الدراجة وفيلم أكاتوني، هذه الأفلام التي تصور الشخصيات المفقودة والمهمشة التي تتنقل في ضواحي المدينة. لقد بدا من بداية الفيلم أن هدف مخرجه هو تصوير جزء من المجتمع المغربي المهمش من خلال اختيار شخصيات من واقع اجتماعي فقير، قاسي ومهمش، وإظهار كفاحها من أجل البقاء واستعدادهما لقبول أي عمل كيفما كان من أجل البقاء. 
يتطرق الفيلم أيضًا إلى المجتمع المغربي الأبوي. ، والذي تحظى فيه العلاقة مع الآباء بالاحترام والخضوع، إذ نادرًا ما يتم تحدي سلطتهم.  فبالنسبة للأب في هذا المجتمع، فإن الابن، المفرط في التأمل والتفكير والتردد، ليس رجلاً "حقيقيًا". أما بالنسبة لغالبية الأبناء في الطبقة الشعبية والفقيرة للمجتمع المغربي، فإن الأب، هو المدان الأول،وغالبا ما يتم تحميله مسؤولية الفشل في الحياة، ليبقى شخص واحد هو الذي يجمع ويحافظ على لحمة الأبناء الساخطين مع أبيهم وهذا الشخص هو الجدة. إذ على الرغم من كل الصعوبات، فإنها تتمسك بمعتقداتها، وتنقل القيم، وتعرف كيفية التكيف مع متغيرات الحياة وتحدياتها.  سعى لزرق إلى تصوير هذه العلاقات والدينامية السائدة في المجتمع المغربي، ولكنه أظهر كذلك نقطة تحول وتغير الأدوار حيث يتولى الابن زمام الأمور، مما يؤدي إلى انقلاب الأدوار في منتصف الفيلم.  يظهر موضوع الرجولة بشكل بارز في الفيلم، حيث يناقش الممثلون بشكل متكرر مفهوم كونك رجلًا ويصورون الرجولة على أنها سمة إيجابية بطبيعتها. لقد سلط لزرق الضوء كذلك على كيف يمكن أن يؤدي الإفراط في الذكورة إلى سلوك حيواني، كما يتضح ذلك من القتال العنيف و"الوحشية" طيلة أحداث الفيلم. 
يلمح لزرق أيضًا في فيلمه عصابات إلى أسطورة سيزيف، الذي حُكم عليه بدفع صخرة إلى أعلى التل ثم تتدحرج إلى أسفل عندما يقترب من القمة ليعاود حملها إلى الأعلى مرة أخرى. إنه يعالج موضوعًا وجوديًا في الفيلم، حيث يتم إحباط كل محاولات الشخصيات لجعلها دائما تبحث عن حل من أجل الاستمرار، وهذا ما يؤدي إلى الشعور بالعبثية. 

## الاستقبال

### النقد
كتب جاي لودج وهو صحافي في مجلة فارايتي أن «قصة جريمة الأب والابن لكمال لزرق حيوية، لكنها لا ترقى إلى مستوى (المهزلة الصاخبة) التي كان من الممكن أن تكون». وأشاد بجو سرد الفيلم وأداء الممثلين غير المحترفين، مشيرًا إلى أصالتهم. ورغم أنه أشار إلى أن الفيلم يحافظ على نبرة جريئة ومزعجة، إلا أنه اقترح بعض التعديلات التي كان من الممكن أن تعزز هذه التجربة. وبالرغم من كل تلك الملاحظات، فإن لودج يعتبر الفيلم «بداية قوية» مع ارتباط قوي بالمكان والواقع، واصفًا إياه بأنه "عميق في تصوير وحشية الحياة اليومية للعالم السفلي". 
أما جوردان منتزر فيرى حسب ما نشرته هوليوود ريبورتر، بأنه "فيلم إثارة واقعي تدور أحداثه في الدار البيضاء"، مشيرًا إلى استكشافه للحياة المغربية المعاصرة من خلال الفيلم. وأشاد بإخراج لزرق واصفا إياه "بالمثير للإعجاب" لكنه هو الآخر أشار إلى أنه "نوع من النغمة الواحدة"، مما يعني أنه كان من الممكن أن يستفيد من المزيد من "الكوميديا التراجيدية المظلمة". وسلط منتزر الضوء على الفيلم الذي وصفه بالكئيب وكيف يعكس النضال من أجل البقاء في مدينة ذات فرص محدودة. 
أشاد دافيد أباتشياني في مقال له على موقع سينيوروبا بالفيلم لتصويره الناجح للأحداث على مدار ليلة واحدة، حيث خلق ذلك حسبه سردًا سريع الوتيرة يثير شعورًا بالخطر والخوف لدى الشخصيات الرئيسية. كما أثنى على التصوير السينمائي والتسجيل، ووصفهما بأنهما يتناسبان تمامًا مع أسلوب سرد القصة "السخيف والمحموم".  أما الكاتب والناقد السينيمائي جاك ماندلباوم فكتب واصفا الفيلم في صحيفة لوموند بأنه "رائع". 

## جوائز وترشيحات
فاز فيلم عصابات بالعديد من الجوائز، بما في ذلك:
- جائزة لجنة التحكيم لجائزة نظرة ما في مهرجان كان السينمائي 2023،[18]

- جائزة المرساة الذهبية لأفضل فيلم لأول مرة في مهرجان حيفا السينمائي الدولي ، [19]

- الجائزة الكبرى في مهرجان بروكسل السينمائي الدولي الثامن، [20]

- جائزة أفضل سيناريو في مهرجان ستوكهولم السينمائي الدولي 2023. [21]

- جائزة روبرتو روسيليني في مهرجان بينغياو السينمائي لمخرج الفيلك عبد اللطيف مستوري [22]
- جائزة السوسنة السوداء لأفضل فيلم عربي روائي طويل من مهرجان عمان السينمائي.

فاز هذا الفيلم مناصفة مع فيلم "باي باي طبريا" للمخرجة الفلسطينية لينا سوالم، بجائزة لجنة التحكيم في الدورة العشرين لمهرجان مراكش السينمائي الدولي. 
حصل على جائزة الأضواء "يونيفرسيني" في مهرجان "لاوب" بفرنسا.
تنافس الفيلم على جائزة الكاميرا الذهبية في مهرجان كان السينمائي لأفضل فيلم روائي طويل. 
رشح الفيلم لجائزة الأضواء لأفضل إنتاج دولي مشترك. 

## وصلات خارجية
- مقالات تستعمل روابط فنية بلا صلة مع ويكي بيانات